# الیاکساندرا تاراساوا
الیاکساندرا تاراساوا (انگلیسی: Aliaksandra Tarasava؛ زادهٔ ۲۳ ژوئن ۱۹۸۸) بازیکن بسکتبال زن اهل بلاروس است. وی در بازی‌های المپیک تابستانی ۲۰۱۶ شرکت کرده‌است.